# Selección de fútbol de China
La selección de fútbol de China (oficialmente selección de fútbol de la República Popular China y en chino: 中国国家足球队) es el representativo nacional de la República Popular China. Es controlada por la Asociación China de Fútbol, perteneciente a la AFC. Ese seleccionado fue fundado en 1924 y se integró a la FIFA en 1931 hasta 1958, siendo reintegrada en 1979.
Es una potencia del fútbol asiático, pero nunca ha logrado el campeonato de la Copa Asiática, perdiendo la final en 1984 y 2004. A nivel internacional tampoco ha tenido buenos resultados, teniendo una mala participación en la Copa Mundial de Fútbol de 2002 (obtuvo el penúltimo lugar) en su única participación en dicha competición.
La selección china representa China continental; Hong Kong, Macao y Taiwán tienen equipos propios.

## Historia
La selección china disputó su primer partido el día 1 de febrero de 1913 contra Filipinas, en los Juegos del Lejano Oriente perdiendo por 2:1. Aquel partido fue disputado por la República de China, cuya inclusión o independencia de la República Popular China está discutida.
En 1976 participó por primera vez en la Copa Asiática donde se ubicó en el grupo A, en el cual debutó con un empate 1:1 contra Malasia, para luego perder 0:1 frente a Kuwait. En semifinales cayó derrotado 0:2 frente a Irán en tiempo extra. En el partido por el tercer puesto venció por 1:0 a Irak. Ocho años después participó nuevamente en la Copa Asiática, en la cual debutó siendo derrotada por 0:2 a manos de Irán, para luego vencer 2:0 a Singapur, luego venció 3:0 a India, y goleó 5:0 a los Emiratos Árabes Unidos. En semifinales derrotó por la mínima a Kuwait, en la final perdió por 0:2 frente a Arabia Saudita.
Fue partícipe nuevamente de la Copa Asiática en la edición de 1988 donde se ubicó en el grupo B y debutó venciendo 3:0 a Siria, luego logró otra victoria, esta vez de 1:0 sobre Baréin, para después empatar por 2:2 al conjunto de Kuwait. Ya para la fase de cierre de Grupo, "los dragones" perdieron por la mínima diferencia a manos de Arabia Saudita, en semifinales la selección China se vio derrotada por 1:2 al enfrentar a Corea del Sur. En el partido por el tercer lugar empató 0:0 con Irán, pero el resultado en penaltis fue 0:3 por lo cual la selección China se quedó con el cuarto lugar. En 1992 participó nuevamente en la Copa Asiática donde debutó empatando 1:1 con Arabia Saudita, para luego volver a empatar, esta vez 0:0 con Tailandia y terminar ganando 2:1 a Catar. Ya en semifinales fue derrotado por 2:3 frente a Japón. En el partido por el tercer lugar enfrentó a los Emiratos Árabes Unidos, donde terminó empatando 1:1, pero en penales logró superar por 4:3.
En el año 2002 debutó en la Copa Mundial de Fútbol donde se ubicó en el grupo C, perdiendo por 0:2 al enfrentar a Costa Rica en su debut, luego en su segundo partido fue goleado por 0:4 a manos de Brasil y ya para finalizar el grupo la selección de "Los Dragones" volvió a ser derrotada al enfrentar a Turquía por 0:3. Con estos resultados, China se ubicó en el puesto 31 de la tabla general y sin anotar un solo gol.
En 2004 fue la sede de la Copa Asiática por lo cual se ubicó en el grupo A y debutó empatando 2:2 con Baréin, para luego golear 5:0 a Indonesia y terminar sobreponiéndose por la mínima ante Catar, superando la primera fase como líder del Grupo. En cuartos de final venció por 3:0 a la selección de Irak, para luego vencer 4:3 en penales a Irán luego de un 1:1. Ya en la final la selección China cayó derrotada ante Japón por 1:3. Tras esto China no logró clasificar a ningún otro mundial hasta ahora en 2022 que tampoco logró la clasificación al terminar penúltima en su grupo de la Tercera Ronda con 5 puntos.

## Últimos partidos y próximos encuentros
Actualizado al último partido jugado el 15 de julio de 2025
| Fecha      | Ciudad    | Local          | Resultado | Visitante      | Competición                     |
| ---------- | --------- | -------------- | --------- | -------------- | ------------------------------- |
| 11-06-2024 | Seúl      | Corea del Sur  | 1:0       | China          | Clasificación Copa Mundial 2026 |
| 05-09-2024 | Saitama   | Japón          | 7:0       | China          | Clasificación Copa Mundial 2026 |
| 10-09-2024 | Dalian    | China          | 1:2       | Arabia Saudita | Clasificación Copa Mundial 2026 |
| 10-10-2024 | Adelaide  | Australia      | 3:1       | China          | Clasificación Copa Mundial 2026 |
| 15-10-2024 | Qingdao   | China          | 2:1       | Indonesia      | Clasificación Copa Mundial 2026 |
| 14-11-2024 | Riffa     | Baréin         | 0:1       | China          | Clasificación Copa Mundial 2026 |
| 19-11-2024 | Xiamen    | China          | 1:3       | Japón          | Clasificación Copa Mundial 2026 |
| 20-03-2025 | Yeda      | Arabia Saudita | 1:0       | China          | Clasificación Copa Mundial 2026 |
| 25-03-2025 | Hangzhou  | China          | 0:2       | Australia      | Clasificación Copa Mundial 2026 |
| 05-06-2025 | Yakarta   | Indonesia      | 1:0       | China          | Clasificación Copa Mundial 2026 |
| 10-06-2025 | Chongqing | China          | 1:0       | Baréin         | Clasificación Copa Mundial 2026 |
| 07-07-2025 | Yongin    | Corea del Sur  | 3:0       | China          | Campeonato EAFF 2025            |
| 12-07-2025 | Yongin    | Japón          | 2:0       | China          | Campeonato EAFF 2025            |
| 15-07-2025 | Yongin    | China          | 1:0       | Hong Kong      | Campeonato EAFF 2025            |
| -10-2025   | TBD       | China          | -:-       | Argentina      | Amistoso                        |

## Estadísticas

### Copa Mundial de Fútbol
| Copa Mundial de Fútbol              | Copa Mundial de Fútbol              | Copa Mundial de Fútbol              | Copa Mundial de Fútbol              | Copa Mundial de Fútbol              | Copa Mundial de Fútbol              | Copa Mundial de Fútbol              | Copa Mundial de Fútbol              |
| Año                                 | Ronda                               | J                                   | G                                   | E                                   | P                                   | GF                                  | GC                                  |
| Como República de China (1912-1949) | Como República de China (1912-1949) | Como República de China (1912-1949) | Como República de China (1912-1949) | Como República de China (1912-1949) | Como República de China (1912-1949) | Como República de China (1912-1949) | Como República de China (1912-1949) |
| ----------------------------------- | ----------------------------------- | ----------------------------------- | ----------------------------------- | ----------------------------------- | ----------------------------------- | ----------------------------------- | ----------------------------------- |
| 1930                                | No participó                        | No participó                        | No participó                        | No participó                        | No participó                        | No participó                        | No participó                        |
| 1934                                | No participó                        | No participó                        | No participó                        | No participó                        | No participó                        | No participó                        | No participó                        |
| 1938                                | No participó                        | No participó                        | No participó                        | No participó                        | No participó                        | No participó                        | No participó                        |
| Como República Popular China        |                                     |                                     |                                     |                                     |                                     |                                     |                                     |
| 1950                                | No participó                        | No participó                        | No participó                        | No participó                        | No participó                        | No participó                        | No participó                        |
| 1954                                | No participó                        | No participó                        | No participó                        | No participó                        | No participó                        | No participó                        | No participó                        |
| 1958                                | No clasificó                        | No clasificó                        | No clasificó                        | No clasificó                        | No clasificó                        | No clasificó                        | No clasificó                        |
| 1962                                | No participó                        | No participó                        | No participó                        | No participó                        | No participó                        | No participó                        | No participó                        |
| 1966                                | No participó                        | No participó                        | No participó                        | No participó                        | No participó                        | No participó                        | No participó                        |
| 1970                                | No participó                        | No participó                        | No participó                        | No participó                        | No participó                        | No participó                        | No participó                        |
| 1974                                | No participó                        | No participó                        | No participó                        | No participó                        | No participó                        | No participó                        | No participó                        |
| 1978                                | No participó                        | No participó                        | No participó                        | No participó                        | No participó                        | No participó                        | No participó                        |
| 1982                                | No clasificó                        | No clasificó                        | No clasificó                        | No clasificó                        | No clasificó                        | No clasificó                        | No clasificó                        |
| 1986                                | No clasificó                        | No clasificó                        | No clasificó                        | No clasificó                        | No clasificó                        | No clasificó                        | No clasificó                        |
| 1990                                | No clasificó                        | No clasificó                        | No clasificó                        | No clasificó                        | No clasificó                        | No clasificó                        | No clasificó                        |
| 1994                                | No clasificó                        | No clasificó                        | No clasificó                        | No clasificó                        | No clasificó                        | No clasificó                        | No clasificó                        |
| 1998                                | No clasificó                        | No clasificó                        | No clasificó                        | No clasificó                        | No clasificó                        | No clasificó                        | No clasificó                        |
| 2002                                | Fase de grupos                      | 3                                   | 0                                   | 0                                   | 3                                   | 0                                   | 9                                   |
| 2006                                | No clasificó                        | No clasificó                        | No clasificó                        | No clasificó                        | No clasificó                        | No clasificó                        | No clasificó                        |
| 2010                                | No clasificó                        | No clasificó                        | No clasificó                        | No clasificó                        | No clasificó                        | No clasificó                        | No clasificó                        |
| 2014                                | No clasificó                        | No clasificó                        | No clasificó                        | No clasificó                        | No clasificó                        | No clasificó                        | No clasificó                        |
| 2018                                | No clasificó                        | No clasificó                        | No clasificó                        | No clasificó                        | No clasificó                        | No clasificó                        | No clasificó                        |
| 2022                                | No clasificó                        | No clasificó                        | No clasificó                        | No clasificó                        | No clasificó                        | No clasificó                        | No clasificó                        |
| 2026                                | No clasificó                        | No clasificó                        | No clasificó                        | No clasificó                        | No clasificó                        | No clasificó                        | No clasificó                        |
| 2030                                | Por disputarse                      | Por disputarse                      | Por disputarse                      | Por disputarse                      | Por disputarse                      | Por disputarse                      | Por disputarse                      |
| 2034                                | Por disputarse                      | Por disputarse                      | Por disputarse                      | Por disputarse                      | Por disputarse                      | Por disputarse                      | Por disputarse                      |
| Total                               | 1/23                                | 3                                   | 0                                   | 0                                   | 3                                   | 0                                   | 9                                   |

### Copa Asiática
| Copa Asiática | Copa Asiática    | Copa Asiática | Copa Asiática | Copa Asiática | Copa Asiática | Copa Asiática | Copa Asiática |
| Año           | Ronda            | J             | G             | E             | P             | GF            | GC            |
| ------------- | ---------------- | ------------- | ------------- | ------------- | ------------- | ------------- | ------------- |
| 1956          | No participó     | No participó  | No participó  | No participó  | No participó  | No participó  | No participó  |
| 1960          | No participó     | No participó  | No participó  | No participó  | No participó  | No participó  | No participó  |
| 1964          | No participó     | No participó  | No participó  | No participó  | No participó  | No participó  | No participó  |
| 1968          | No participó     | No participó  | No participó  | No participó  | No participó  | No participó  | No participó  |
| 1972          | No participó     | No participó  | No participó  | No participó  | No participó  | No participó  | No participó  |
| 1976          | Tercer lugar     | 4             | 1             | 1             | 2             | 2             | 4             |
| 1980          | Fase de grupos   | 4             | 1             | 1             | 2             | 9             | 5             |
| 1984          | Subcampeón       | 6             | 4             | 0             | 2             | 11            | 4             |
| 1988          | Cuarto lugar     | 6             | 2             | 2             | 2             | 7             | 5             |
| 1992          | Tercer lugar     | 5             | 1             | 3             | 1             | 6             | 6             |
| 1996          | Cuartos de final | 4             | 1             | 0             | 3             | 6             | 7             |
| 2000          | Cuarto lugar     | 6             | 2             | 2             | 2             | 11            | 7             |
| 2004          | Subcampeón       | 6             | 3             | 2             | 1             | 13            | 6             |
| 2007          | Fase de grupos   | 3             | 1             | 1             | 1             | 7             | 6             |
| 2011          | Fase de grupos   | 3             | 1             | 1             | 1             | 4             | 4             |
| 2015          | Cuartos de final | 4             | 3             | 0             | 1             | 5             | 4             |
| 2019          | Cuartos de final | 5             | 3             | 0             | 2             | 7             | 7             |
| 2023          | Fase de grupos   | 3             | 0             | 2             | 1             | 0             | 1             |
| 2027          | Clasificado      | Clasificado   | Clasificado   | Clasificado   | Clasificado   | Clasificado   | Clasificado   |
| Total         | 14/19            | 59            | 23            | 15            | 21            | 88            | 66            |

### Juegos Olímpicos
| Juegos Olímpicos                                                                                         | Juegos Olímpicos              | Juegos Olímpicos              | Juegos Olímpicos              | Juegos Olímpicos              | Juegos Olímpicos              | Juegos Olímpicos              | Juegos Olímpicos              |
| Año | Ronda                         | J                             | G                             | E                             | P                             | GF                            | GC                            |
| --- | ----------------------------- | ----------------------------- | ----------------------------- | ----------------------------- | ----------------------------- | ----------------------------- | ----------------------------- |
| 1908 | No existía la selección       | No existía la selección       | No existía la selección       | No existía la selección       | No existía la selección       | No existía la selección       | No existía la selección       |
| Como República de China (1912-1949)                                                                      |                               |                               |                               |                               |                               |                               |                               |
| 1912 | No existía la selección       | No existía la selección       | No existía la selección       | No existía la selección       | No existía la selección       | No existía la selección       | No existía la selección       |
| 1920 | No participó                  | No participó                  | No participó                  | No participó                  | No participó                  | No participó                  | No participó                  |
| 1924 | No participó                  | No participó                  | No participó                  | No participó                  | No participó                  | No participó                  | No participó                  |
| 1928 | No participó                  | No participó                  | No participó                  | No participó                  | No participó                  | No participó                  | No participó                  |
| 1932 | No hubo competición de fútbol | No hubo competición de fútbol | No hubo competición de fútbol | No hubo competición de fútbol | No hubo competición de fútbol | No hubo competición de fútbol | No hubo competición de fútbol |
| 1936 | Primera ronda                 | 1                             | 0                             | 0                             | 1                             | 0                             | 2                             |
| 1948 | Primera ronda                 | 1                             | 0                             | 0                             | 1                             | 0                             | 4                             |
| Desde 1952 los Juegos Olímpicos los disputan selecciones amateurs, y a partir de 1992 selecciones sub-23 |                               |                               |                               |                               |                               |                               |                               |
| Total | 2/7                           | 2                             | 0                             | 0                             | 2                             | 0                             | 6                             |

## Torneos regionales

### Campeonato de Fútbol de Asia Oriental(EAFF)
| Campeonato de Fútbol de Asia Oriental | Campeonato de Fútbol de Asia Oriental | Campeonato de Fútbol de Asia Oriental | Campeonato de Fútbol de Asia Oriental | Campeonato de Fútbol de Asia Oriental | Campeonato de Fútbol de Asia Oriental | Campeonato de Fútbol de Asia Oriental | Campeonato de Fútbol de Asia Oriental |
| Año                                   | Ronda                                 | J                                     | G                                     | E                                     | P                                     | GF                                    | GC                                    |
| ------------------------------------- | ------------------------------------- | ------------------------------------- | ------------------------------------- | ------------------------------------- | ------------------------------------- | ------------------------------------- | ------------------------------------- |
| 2003                                  | Tercer lugar                          | 3                                     | 1                                     | 0                                     | 2                                     | 3                                     | 4                                     |
| 2005                                  | Campeón                               | 3                                     | 1                                     | 2                                     | 0                                     | 5                                     | 3                                     |
| 2008                                  | Tercer lugar                          | 3                                     | 1                                     | 0                                     | 2                                     | 5                                     | 5                                     |
| 2010                                  | Campeón                               | 3                                     | 2                                     | 1                                     | 0                                     | 5                                     | 0                                     |
| 2013                                  | Subcampeón                            | 3                                     | 1                                     | 2                                     | 0                                     | 7                                     | 6                                     |
| 2015                                  | Subcampeón                            | 3                                     | 1                                     | 1                                     | 1                                     | 3                                     | 3                                     |
| 2017                                  | Tercer lugar                          | 3                                     | 0                                     | 2                                     | 1                                     | 4                                     | 5                                     |
| 2019                                  | Tercer lugar                          | 3                                     | 1                                     | 0                                     | 2                                     | 3                                     | 3                                     |
| 2022                                  | Tercer lugar                          | 3                                     | 1                                     | 1                                     | 1                                     | 1                                     | 3                                     |
| 2025                                  | Tercer lugar                          | 3                                     | 1                                     | 0                                     | 2                                     | 1                                     | 5                                     |
| Total                                 | 10/10                                 | 30                                    | 10                                    | 9                                     | 11                                    | 37                                    | 37                                    |

## Uniforme
| Primera equipación | (Ver evolución) | Equipación actual |

## Rivalidades

### Japón
La rivalidad de China con Japón quedó ejemplificada tras su derrota por 3-1 en la final de la Copa Asiática de la AFC de 2004 en su propio país. Se dice que los disturbios posteriores de los aficionados chinos en el Estadio de los Trabajadores fueron provocados por el arbitraje controvertido durante el torneo y el creciente sentimiento antijaponés en ese momento. Desde el inicio del presente siglo, China no le ha ganado un partido amistoso u oficial a Japón, ya que su último triunfo sobre ellos data del 7 de marzo de 1998, precisamente en suelo nipón.

### Corea del Sur
Otra rivalidad es con su vecina Corea del Sur, contra la que China jugó 27 partidos entre 1978 y 2010, sin ganar ni un solo partido. Los medios de comunicación acuñaron el término «coreofobia» para describir este fenómeno, pero China finalmente registró su primera victoria contra los surcoreanos el 10 de febrero de 2010, ganando 3-0 durante el Campeonato de Fútbol de Asia Oriental y finalmente ganando el torneo. Más adelante, China se enfrentó a Corea del Sur (entonces conocida como Corea) por primera vez en 1949 en un amistoso en Hong Kong británico, donde China consiguió la primera y única victoria sobre Corea en 61 años. También hay otra dimensión política detrás del fomento de esta rivalidad, principalmente debido a la larga historia de guerras entre los dos estados.

### Hong Kong
Se ha creado una rivalidad con Hong Kong debido a tensiones políticas, así como a problemas durante la clasificación para la Copa del Mundo Rusia 2018. Con los fanáticos de Hong Kong abucheando el himno nacional chino, que Hong Kong comparte con China, los partidos de clasificación para la Copa del Mundo 2018 también fueron muy tensos y ambos partidos terminaron en empates 0-0.
El 1 de enero de 2024, China sufrió una derrota por 1-2 ante Hong Kong en un amistoso internacional, lo que marcó su primera derrota en 39 años.

## Jugadores

### Última convocatoria
| N.º | Nombre           | Posición      | PJ | GL | Edad    | Club               |
| --- | ---------------- | ------------- | -- | -- | ------- | ------------------ |
| 1   | Yan Junling      | Portero       | 57 | 0  | 34 años | Shanghai Port      |
| 12  | Liu Dianzuo      | Portero       | 4  | 0  | 35 años | Chengdu Rongcheng  |
| 14  | Wang Dalei       | Portero       | 40 | 0  | 36 años | Shandong Taishan   |
| 2   | Han Pengfei      | Defensa       | 1  | 0  | 32 años | Chengdu Rongcheng  |
| 3   | Wu Shaocong      | Defensa       | 7  | 0  | 25 años | Beijing Guoan      |
| 4   | Li Lei           | Defensa       | 18 | 0  | 33 años | Beijing Guoan      |
| 5   | Wei Zhen         | Defensa       | 4  | 0  | 28 años | Shanghai Port      |
| 8   | Yang Zexiang     | Defensa       | 5  | 0  | 30 años | Shanghái Shenhua   |
| 13  | Hu Hetao         | Defensa       | 3  | 0  | 21 años | Chengdu Rongcheng  |
| 16  | Jiang Shenglong  | Defensa       | 17 | 0  | 24 años | Shanghái Shenhua   |
| 17  | Wang Zhen'ao     | Defensa       | 1  | 0  | 25 años | Shanghai Port      |
| 6   | Serginho         | Mediocampista | 0  | 0  | 30 años | Beijing Guoan      |
| 7   | Xu Haoyang       | Mediocampista | 6  | 0  | 26 años | Shanghái Shenhua   |
| 15  | Cheng Jin        | Mediocampista | 2  | 0  | 32 años | Zhejiang FC        |
| 18  | Huang Zhengyu    | Mediocampista | 2  | 0  | 28 años | Shandong Taishan   |
| 19  | Cao Yongjing     | Mediocampista | 3  | 0  | 28 años | Beijing Guoan      |
| 20  | Xie Wenneng      | Mediocampista | 8  | 1  | 24 años | Shandong Taishan   |
| 21  | Wang Haijian     | Mediocampista | 3  | 0  | 24 años | Shanghái Shenhua   |
| 9   | Zhang Yuning     | Delantero     | 39 | 8  | 28 años | Beijing Guoan      |
| 10  | Wei Shihao       | Delantero     | 35 | 4  | 30 años | Chengdu Rongcheng  |
| 11  | Wang Yudong      | Delantero     | 0  | 0  | 18 años | Zhejiang FC        |
| 22  | Wang Ziming      | Delantero     | 7  | 0  | 28 años | Beijing Guoan      |
| 23  | Behram Abduweli  | Delantero     | 8  | 1  | 22 años | Shenzhen Peng City |
| DT  | Branko Ivanković | Entrenador    |    |    | 70 años |                    |

## Palmarés

### Selección absoluta
Continental
- Copa Asiática
  -  Subcampeón (2): 1984 y 2004.
  -  Tercer lugar: 1976 y 1992.

Regional
- Campeonato de Asia Oriental
  -  Campeón (2): 2005 y 2010.
  -  Subcampeón (2): 2013 y 2015.
  -  Tercer lugar: 2003, 2008, 2017 y 2019.

- Juegos del Lejano Oriente 
  -  Campeón (9): 1915, 1917, 1919, 1921, 1923, 1925, 1927, 1930 y 1934.
  -  Subcampeón (1): 1913.

Amistosos
- King's Cup
  -  Campeón (1): 1993.
- Copa Merlion
  -  Campeón (1): 1986.
- Copa Dunhill
  -  Campeón (1): 1997.
- Copa de Naciones Comunistas
  -  Campeón (1): 1960.